# 東栄医療センター
東栄医療センター（とうえいいりょうセンター）は、愛知県北設楽郡東栄町にある町立の有床診療所。

## 歴史
- 1947年（昭和22年） - 前身となる三輪村長岡診療所が開設される[1]。
- 1961年（昭和36年） - 診療所から病院に移行[1]。東栄町国民健康保険東栄病院に改称[1]。
- 1972年（昭和47年） - 増改築して70床となる[1]。
- 1987年（昭和62年） - 人工透析の提供を開始。
- 2007年（平成19年）4月 - 公設民営化[1]。社会医療法人財団せせらぎ会が指定管理者となる[1]。
- 2010年（平成22年）
  - 4月 - 名古屋第二赤十字病院・名古屋第一赤十字病院からの医師の派遣を受け入れ。
  - 6月 - 療養病棟が愛知県初の介護療養型老人保健施設に転換される。
- 2018年（平成30年）4月 - 指定管理者制度を廃止して町営病院化。
- 2019年（平成31年）4月 - 有床診療所化。東栄病院から東栄医療センターに改称。へき地診療所に指定される。

## 下川診療所
1973年（昭和48年）には東栄病院附属の診療所として、愛知県北設楽郡東栄町大字下田字市場29の4番地に東栄町国民健康保険東栄医療センター附属下川診療所が開設された。2007年（平成19年）からは月・木曜日を除く平日の午後に診察を行っている。

## 診療科目

### 東栄医療センター
- 総合診療科
- 整形外科
- 耳鼻科
  - 毎週火曜日。浜松医科大学医学部附属病院より派遣される。
- 精神科
  - 第1・3金曜日。他院より派遣される。

### 下川診療所
- 総合診療科
- 眼科
  - 毎週金曜日。浜松医科大学医学部附属病院より派遣される。

## 交通アクセス

### 東栄医療センター
- JR飯田線 東栄駅から徒歩で約4分。
- おでかけ北設東栄線「東栄医療センター」または「東栄医療センター前」バス停留所で下車。

## テレビ番組
- 日経スペシャル ガイアの夜明け 「町の病院が消える日」 ～地域医療の未来を描け～（2006年5月16日、テレビ東京）[2]。- 経営改革を取材。
- 日経スペシャル ガイアの夜明け 『“命の絆”を再生せよ ～崩壊寸前“地域医療”を追う』（2009年3月10日、テレビ東京）[3]。- 黒字実現の奇跡を取材。